# 小さな巨人 (映画)
『小さな巨人』（ちいさなきょじん、原題: Little Big Man）は、1970年製作のアメリカ映画。同時代の『ソルジャー・ブルー』とともに、西部劇の転換点に位置する作品として映画史に残る作品である。
アーサー・ペン監督、トーマス・バーガー原作、カルダー・ウィリンガムが1964年の同名小説を脚色した。121歳の老人のホラ話のような人生の中に、ネイティブアメリカンや当時のベトナム戦争の問題をエンターテイメントに包んで表現している。

## 概要
この映画は、 19世紀にシャイアン族に育てられた白人男性の人生を追ったもので、広くは西部劇、または叙事詩に分類されるが、コメディ、ドラマ、冒険など、いくつかの文学/映画のジャンルを網羅し、少年の人生を通して白人入植者とネイティブアメリカンの生活を対比させた。
アメリカ先住民に対する同情的な描写と、アメリカ騎兵隊の悪行を暴露した点で、初期の修正主義西部劇である 。

## あらすじ
121歳のジャック・クラブ（ダスティン・ホフマン）は、養老院で歴史家のインタビューをうける。
幼いころ家族を殺されるが、姉とともにシャイアン族に助けられる。姉は強姦されると恐れて弟を残し逃亡するが、シャイアンたちは彼女を男の子だと勘違いしていただけだった。シャイアンとして成長したジャックは、17歳の時に白人との戦いに参加するが、救出され牧師の家に引き取られる。
敬虔なる信仰をたたきこまれるが、牧師の妻ペンドレイク夫人（フェイ・ダナウェイ）の淫乱な正体を知ると、愛想をつかして出て行く。ペテン師の薬売りメリウェザー（マーティン・バルサム）と旅をすることになるが、仲間がこのペテン師の薬で死にそうになったという女とその一党が現れ、彼女らにリンチを仕掛けられているときに彼女が姉であることが判る。
姉との生活でガンマンの才能があることがわかり、ソーダ・ポップ・キッドとして売り出す。ワイルド・ビル・ヒコック（ジェフ・コーリー）と知り合うが、人殺しができない自分に気付くと、ガンマンをやめて姉とも別れ、英語の話せないスウェーデン人の妻と雑貨商を営む。
しかし、それも失敗。そんなとき町を通りかかったカスター将軍（リチャード・マリガン）から、「西部へ行け!」と助言される。途中、インディアンにさらわれた妻を捜すためカスター将軍の偵察員になるが、大量虐殺を目の当たりにして、自分を育てたシャイアンの村に戻る。
シャイアンの妻を得て、シャイアンの夫を持つかつての妻とも再会し、幸せな生活を送るが、村が騎兵隊の襲撃をうけ、大虐殺（ワシタ川の虐殺）により妻子共々全てを失う。復讐のため再度カスター将軍の偵察員となるが、カスターを殺せない自分を知る。
世捨て人として荒野で自殺をしようとしたとき、カスター将軍に再会し、また偵察員となる。カスターは、ジャックの発言の逆が常に正しいから部隊に置く価値があると言う。そしてカスターの裏をかいたジャックの思惑通り、カスターは歴史的なリトルビッグホーンの戦いへと向かい、カスターともども隊は全滅する。ジャックは深傷を負うが、シャイアンのかつての仲間に命を助けられ、その後はシャイアン族と共に生きて行く。
インタビューを終えたジャックはインタビュアーを帰し、1人になる。

## キャスト
| 役名                       | 俳優                     | 日本語吹替                  | 日本語吹替 |
| 役名                       | 俳優                     | ソフト版                    | TBS版      |
| -------------------------- | ------------------------ | --------------------------- | ---------- |
| ジャック・クラブ           | ダスティン・ホフマン     | 桐本拓哉 辻村真人（老年時） | 青野武     |
| ペンドレイク夫人           | フェイ・ダナウェイ       | 坪井木の実                  | 平井道子   |
| オールド・ロッジ・スキンズ | チーフ・ダン・ジョージ   | 大木民夫                    |            |
| メリウェザー               | マーティン・バルサム     | 佐々木梅治                  |            |
| カスター将軍               | リチャード・マリガン     | 佐々木勝彦                  |            |
| ワイルド・ビル・ヒコック   | ジェフ・コーリイ         | 隈本吉成                    |            |
| キャロライン・クラブ       | キャロル・アンドロスキー | 磯辺万沙子                  |            |
| 少年時代のジャック         | レイ・ディマス           | 山本隆平                    |            |

- TBS版：初回放送1980年04月28日『月曜ロードショー』

## 受賞歴
- シャイアン族の長老オールド・ロッジ・スキンズを演じたチーフ・ダン・ジョージがアカデミー賞及びゴールデングローブ賞の助演男優賞にノミネートされた。また「ニューヨーク映画批評家協会賞」、「全米映画批評家協会賞」で受賞している。

## 関連作品
- 『ソルジャー・ブルー』（1970年） - サンドクリークの虐殺をテーマに作られたハリウッド西部劇映画。従来の典型的な西部劇と異なり、ネイティブアメリカンを擁護する視点で構成されている。
- 『壮烈第七騎兵隊』（1941年） - アメリカ合衆国の西部劇映画。監督はラオール・ウォルシュ。
- 『ラスト サムライ』（2003年） - 西部劇のキャラクターが同時代の日本での戦いに参加する映画。トム・クルーズが第7騎兵隊の古参兵ネイサン・オールグレン大尉を演じ、ウォシタ川の虐殺に参加したことで、悪夢に悩まされるようになる。